# Grand Prix Formule 1 van Australië 1998
De Grand Prix Formule 1 van Australië 1998 werd gehouden op 8 maart 1998 in Melbourne.

## Verslag
De beide McLarens maakten de beste start, met Michael Schumacher achter hen. De Ferrari-rijder moest echter in de zesde ronde opgeven met motorproblemen. Hierdoor kwam Jacques Villeneuve op de derde plaats te liggen, met Giancarlo Fisichella achter hem die later moest opgeven met een afgebroken achtervleugel. Na de eerste pitstops, kwam Villeneuve terecht achter zijn teamgenoot Heinz-Harald Frentzen, Ferrari's Eddie Irvine, en Fisichella. Fisichella kon Frentzen passeren maar viel dan uit, waardoor Frentzen net voor Irvine finishte. 
In de 36ste ronde kwam Häkkinen onverwacht in de pits, omdat hij via de boordradio zou gehoord hebben dat hij binnen moest komen. Hij reed onmiddellijk buiten, maar verloor zijn eerste plaats toch aan Coulthard. Aan het eind van de race liet Coulthard Häkkinen voorbij waardoor de Fin won. Voor de race hadden de twee een akkoord gemaakt dat diegene die eerst lag na de eerste bocht, de race ook moest winnen. Hierdoor liet Coulthard Häkkinen dan ook door. Na de race werd echter beslist dat teamorders streng gestraft moesten worden in de toekomst.

## Uitslag
| Positie | Nummer | Rijder                | Team                | Ronden | Tijd/Opgave      | Startplaats | Punten |
| ------- | ------ | --------------------- | ------------------- | ------ | ---------------- | ----------- | ------ |
| 1       | 8      | Mika Häkkinen         | McLaren-Mercedes    | 58     | 1'31:46.0        | 1           | 10     |
| 2       | 7      | David Coulthard       | McLaren-Mercedes    | 58     | +0.702           | 2           | 6      |
| 3       | 2      | Heinz-Harald Frentzen | Williams-Mecachrome | 57     | +1 Ronde         | 6           | 4      |
| 4       | 4      | Eddie Irvine          | Ferrari             | 57     | +1 Ronde         | 8           | 3      |
| 5       | 1      | Jacques Villeneuve    | Williams-Mecachrome | 57     | +1 Ronde         | 4           | 2      |
| 6       | 15     | Johnny Herbert        | Sauber-Petronas     | 57     | +1 Ronde         | 5           | 1      |
| 7       | 6      | Alexander Wurz        | Benetton-Playlife   | 57     | +1 Ronde         | 11          |        |
| 8       | 9      | Damon Hill            | Jordan-Mugen-Honda  | 57     | +1 Ronde         | 10          |        |
| 9       | 11     | Olivier Panis         | Prost-Peugeot       | 57     | +1 Ronde         | 21          |        |
| NF      | 5      | Giancarlo Fisichella  | Benetton-Playlife   | 43     | Gebroken vleugel | 7           |        |
| NF      | 14     | Jean Alesi            | Sauber-Petronas     | 41     | Motor            | 15          |        |
| NF      | 12     | Jarno Trulli          | Prost-Peugeot       | 26     | Versnellingsbak  | 12          |        |
| NF      | 20     | Ricardo Rosset        | Tyrrell-Ford        | 25     | Versnellingsbak  | 19          |        |
| NF      | 17     | Mika Salo             | Arrows              | 23     | Versnellingsbak  | 16          |        |
| NF      | 23     | Esteban Tuero         | Minardi-Ford        | 22     | Motor            | 17          |        |
| NF      | 22     | Shinji Nakano         | Minardi-Ford        | 8      | Aandrijving      | 22          |        |
| NF      | 3      | Michael Schumacher    | Ferrari             | 5      | Motor            | 3           |        |
| NF      | 16     | Pedro Diniz           | Arrows              | 2      | Versnellingsbak  | 20          |        |
| NF      | 10     | Ralf Schumacher       | Jordan-Mugen-Honda  | 1      | Botsing          | 9           |        |
| NF      | 19     | Jan Magnussen         | Stewart-Ford        | 1      | Botsing          | 18          |        |
| NF      | 21     | Toranosuke Takagi     | Tyrrell-Ford        | 1      | Spin             | 13          |        |
| NF      | 18     | Rubens Barrichello    | Stewart-Ford        | 0      | Versnellingsbak  | 14          |        |

## Wetenswaardigheden
- Het was de eerste overwinning voor Bridgestone.

## Statistieken
| Pole-position | Mika Häkkinen | McLaren-Mercedes | 1:30.010 |
| Snelste ronde | Mika Häkkinen | McLaren-Mercedes | 1:31.649 |

## Noot
- Dit was het debuut van de Japanse coureur Toranosuke Takagi en de Argentijnse coureur Esteban Tuero.
- Vijfde snelste ronde voor een Finse coureur.

1949 · 1985 · 1986 · 1987 · 1988 · 1989 · 1990 · 1991 · 1992 · 1993 · 1994 · 1995 · 1996 · 1997 · 1998 · 1999 · 2000 · 2001 · 2002 · 2003 · 2004 · 2005 · 2006 · 2007 · 2008 · 2009 · 2010 · 2011 · 2012 · 2013 · 2014 · 2015 · 2016 · 2017 · 2018 · 2019 · 2020 · 2021 · 2022 · 2023 · 2024 · 2025